# Olimp el Vell
Olimp el Vell (Olympus, Ολυμπος) va ser un mític músic grec, que tocava la flauta a Mísia i Frígia, l'invent de la qual s'atribueix de vegades a Hiagnis, de vegades a Màrsies, i de vegades a aquest Olimp.
Alguns relats el fan pare, o, més sovint, fill i deixeble de Màrsies. Seria nadiu de Mísia i hauria viscut abans de la guerra de Troia. Quan Apol·lo va matar Màrsies Olimp el va plorar i el va enterrar.